# Tylophora joloensis
Tylophora joloensis är en oleanderväxtart som beskrevs av Rudolf Schlechter. Tylophora joloensis ingår i släktet Tylophora och familjen oleanderväxter. Inga underarter finns listade i Catalogue of Life.